# Зачепилівська селищна рада
Зачепи́лівська се́лищна ра́да — адміністративно-територіальна одиниця та орган місцевого самоврядування в Зачепилівському районі Харківської області. Адміністративний центр — селище міського типу Зачепилівка.

## Загальні відомості
- Зачепилівська селищна рада утворена в 1966 році.
- Територія ради: 84,43 км²
- Населення ради: 5 630 осіб (станом на 2001 рік)
- Територією ради протікає річка Берестова.

## Історія
У 1923 році утворено сільську, перетворено на Зачепилівську селищну раду в 1966 році.

## Населені пункти
Селищній раді підпорядковані населені пункти:
- смт Зачепилівка
- с. Нагірне
- с. Скалонівка

## Склад ради
Рада складається з 24 депутатів та голови.
- Голова ради: Кривенко Юрій Вікторович
- Секретар ради: Кинька Леся Юріївна

### Керівний склад попередніх скликань
| Прізвище, ім'я, по батькові  | Основні відомості                                                                                 | Дата обрання | Дата звільнення |
| ---------------------------- | ------------------------------------------------------------------------------------------------- | ------------ | --------------- |
| Запорожець Григорій Іванович | Селищний голова, 1951 року народження, освіта вища, член Партії регіонів                          | 26.03.2006   | 31.10.2010      |
| Запорожець Григорій Іванович | Селищний голова, 1951 року народження, освіта вища                                                | 31.10.2010   | 16.12.2012      |
| Подколзіна Олена Вікторівна  | Селищний голова, 1962 року народження, освіта вища, член Партії регіонів                          | 16.12.2012   | 30.12.2013      |
| Кривенко Юрій Вікторович     | Селищний голова, 1961 року народження, освіта вища, член Всеукраїнського об'єднання «Батьківщина» | 25.05.2014   |                 |

Примітка: таблиця складена за даними сайту Верховної Ради України

### Депутати
За результатами місцевих виборів 2010 року депутатами ради стали:

#### За суб'єктами висування
| Суб'єкт висування                                       | Кількість обраних депутатів | %    |
| ------------------------------------------------------- | --------------------------- | ---- |
| Партія регіонів                                         | 14                          | 58,3 |
| Політична партія Всеукраїнське об'єднання «Батьківщина» | 4                           | 16,7 |
| Самовисування                                           | 3                           | 12,5 |
| Комуністична партія України                             | 1                           | 4,2  |
| Політична партія «Наша Україна»                         | 1                           | 4,2  |
| Політична партія «Сильна Україна»                       | 1                           | 4,2  |

#### За округами
| № округу                                                | Прізвище, ім'я, по батькові      | Дата визнання обраним | Освіта             | Партійна приналежність                        | Відомості про обраного депутата                                                            |
| ------------------------------------------------------- | -------------------------------- | --------------------- | ------------------ | --------------------------------------------- | ------------------------------------------------------------------------------------------ |
| Комуністична партія України                             |                                  |                       |                    |                                               |                                                                                            |
| 12                                                      | Черненко Ірина Миколаївна        | 05.11.2010            | вища               | позапартійна                                  | Зачепилівська районна державна насіннєва інспекція, державний інспектор                    |
| Партія регіонів                                         |                                  |                       |                    |                                               |                                                                                            |
| 2                                                       | Кинька Леся Юріївна              | 05.11.2010            | вища               | член Партії регіонів                          | тимчасово не працює                                                                        |
| 3                                                       | Велика Валентина Вікторівна      | 05.11.2010            | вища               | член Партії регіонів                          | Зачепилівський ліцей, директор                                                             |
| 4                                                       | Галій Григорій Іванович          | 05.11.2010            | вища               | член Партії регіонів                          | комунальне підприємство Зачепилівського водопровідно-каналізаційне підприємство, начальник |
| 5                                                       | Швецов Володимир Васильович      | 05.11.2010            | вища               | член Партії регіонів                          | Зачепилівська районна державна адміністрація, архітектор                                   |
| 6                                                       | Межерицька Галина Іванівна       | 05.11.2010            | вища               | член Партії регіонів                          | фінансове управління Зачепилівської районної державної адміністрації, начальник            |
| 8                                                       | Каракуця Юрій Миколайович        | 05.11.2010            | вища               | член Партії регіонів                          | Аптека «Вікторія», завідувач                                                               |
| 9                                                       | Безчасна Леся Мирославівна       | 05.11.2010            | середня спеціальна | член Партії регіонів                          | Зачепилівська селищна рада, секретар виконкому                                             |
| 15                                                      | Грузін Володимир Миколайович     | 05.11.2010            | вища               | член Партії регіонів                          | Зачепилівський район електричних мереж, начальник                                          |
| 16                                                      | Сало Юрій Олексійович            | 05.11.2010            | середня спеціальна | член Партії регіонів                          | підприємець                                                                                |
| 17                                                      | Дудка Тетяна Павлівна            | 05.11.2010            | середня спеціальна | член Партії регіонів                          | Зачепилівська районна державна адміністрація, начальник загального відділу                 |
| 19                                                      | Онищенко Дмитро Миколайович      | 05.11.2010            | середня            | член Партії регіонів                          | ТОВ «Руновщина», водій                                                                     |
| 22                                                      | Лукашова Тамара Михайлівна       | 05.11.2010            | вища               | член Партії регіонів                          | ТОВ «Мірс», директор                                                                       |
| 23                                                      | Семенихін Микола Михайлович      | 05.11.2010            | вища               | член Партії регіонів                          | тимчасово не працює                                                                        |
| 24                                                      | Жиленко Ольга Анатоліївна        | 05.11.2010            | середня спеціальна | член Партії регіонів                          | ЗАТ «Зачепилівське ХПП», головний бухгалтер                                                |
| Політична партія Всеукраїнське об'єднання «Батьківщина» |                                  |                       |                    |                                               |                                                                                            |
| 10                                                      | Дядечко Олександр Давидович      | 05.11.2010            | вища               | член Всеукраїнського об'єднання «Батьківщина» | Зачепилівська дитяча музична школа, викладач                                               |
| 13                                                      | Гергель Катерина Миколаївна      | 05.11.2010            | вища               | член Всеукраїнського об'єднання «Батьківщина» | Зачепилівський будинок дитячої та юнацької творчості, керівник гуртка                      |
| 14                                                      | Ілейко Ольга Василівна           | 05.11.2010            | середня спеціальна | член Всеукраїнського об'єднання «Батьківщина» | Зачепилівська ЦРЛ, медична сестра                                                          |
| 20                                                      | Роднянко Володимир Володимирович | 05.11.2010            | вища               | член Всеукраїнського об'єднання «Батьківщина» | Зачепилівський районний відділ енергозбуту АК «Харківобленерго», заступник начальника      |
| Політична партія «Наша Україна»                         |                                  |                       |                    |                                               |                                                                                            |
| 18                                                      | Семенець Ірина Юріївна           | 05.11.2010            | вища               | позапартійна                                  | районна газета «Перемога», завідувачка відділу                                             |
| Політична партія «Сильна Україна»                       |                                  |                       |                    |                                               |                                                                                            |
| 21                                                      | Лукашов Микола Миколайович       | 05.11.2010            | вища               | член Політичної партії «Сильна Україна»       | Приватна фірма «Тамара», комерційний директор                                              |
| Самовисування                                           |                                  |                       |                    |                                               |                                                                                            |
| 1                                                       | Губарєва Людмила Анатоліївна     | 05.11.2010            | середня спеціальна | позапартійна                                  | Зачепилівська ЦРЛ, медична сестра                                                          |
| 7                                                       | Винник Микола Іванович           | 05.11.2010            | вища               | член Всеукраїнського об'єднання «Батьківщина» | Зачепилівська ЦРЛ, лікар                                                                   |
| 11                                                      | Баклагін Микола Іванович         | 05.11.2010            | середня            | член Соціалістичної партії України            | Красноградська філія ВАТ «Харківгаз», майстер                                              |